# خط کیسی فرودگاه ناریتا
خط کیسی فرودگاه ناریتا انگلیسی: 京成成田空港線, Keisei-Narita-Kūkō-sen یک خط‌آهن وابسته به شرکت راه‌آهن کیسی است.